# Castelo de Chipiona
O castelo de Chipiona é uma antiga fortaleza situada no município de Chipiona, Cádiz, Espanha. Ao longo da história, tem sofrido modificações que têm ido alterando seu aspecto original. No início de 2016 albergava um Centro de Interpretação Turística dedicado à relação histórica entre Cádiz e o Novo Mundo e à celebração de eventos culturais, gerido pela Prefeitura de Chipiona. É considerado Bem de Interesse Cultural desde 1985.

## Eventos importantes
Este edifício serviu como residência durante cinco anos a Carlos de Borbón e a Luisa de Orleans, membros da Família Real espanhola. Por este motivo, o castelo-hotel foi submetido a uma reforma por valor de 1372,95 pesetas no ano 1922.